# 3 µm 공정
3 µm(마이크로미터) 공정은 회로선 폭이 3 µm인 반도체를 다루는 공정 기술 수준이다. 1975년 경 인텔과 같은 반도체 회사가 달성하였다.

## 3 마이크로미터 제조 공정을 적용한 제품
- 1976년 출시된 인텔 8085 CPU는 이 공정으로 만들어졌다.[1]
- 1979년 출시된 인텔 8088 CPU는 이 공정으로 만들어졌다.[2]